# Primera destrucción de Concepción
La primera destrucción de Concepción fue un saqueo e incendio de dicha ciudad ocurrida en el verano de 1554 a manos de los guerreros araucanos, aunque esa localidad no correspondía con la urbe actual sino con Penco en ese entonces no era más que un pueblo. No hubo bajas humanas en esa acción.

## Contexto
Después de la derrota en la batalla de Marihueñu, las fuerzas de Francisco de Villagra habían quedado reducidas a casi la mitad. Derrotado, Villagra debió retroceder hacia Concepción, pero la población, al ver que las castigadas tropas no resistirían a las numerosas y moralizadas fuerzas de Lautaro, inician el éxodo de la ciudad hacia Santiago. Villagra intentò detener la emigración, pero estos se negaban a dar la vuelta a la ciudad por lo que el General convocó apresuradamente el Cabildo para oír su consejo. Villagra expuso al Cabildo que las medidas tomadas para contener a la gente habían sido ineficaces, que nadie tenía confianza en la defensa de la ciudad, que los elementos militares de que podía disponer eran insuficientes, y que si no había modo de sostenerse allí, valía más retirarse en tiempo antes que fuese imposible hacerlo. El Cabildo aprobó suparecer y comenzaron los preparativos para abandonar la ciudad.
Villagra pudo aprovechar que los mauches estaban aún en su celebración ritual de victoria para evacuar rápidamente a la población penquista, por lo que envió a los heridos de Marihueñu, las mujeres y los niños, en dos pequeñas embarcaciones hacia Valparaíso, mientras él, sus soldados y vecinos en mejor estado que no cabían en aquellos barcos, irían hacia el norte a pie o a caballo, llevando sobre sus hombros todo lo que podían cargar.

## La destrucción
Finalmente el día 28 de febrero de 1554 los mapuches de Lautaro se precipitaron sobre la desierta ciudad, saquearon sus viviendas, cargaron todos los objetos que podían serles útiles o que despertaban su curiosidad, y luego pusieron fuego a los edificios. Donde se levantaba Concepción no quedó más que un montón de ruinas ennegrecidas y carbonizadas. Esta fue la primera de muchas destrucciones que han sucedido en la ciudad de Concepción, tanto por la guerra contra los mapuches, como por terremotos y maremotos.
La ciudad sería repoblada unos pocos meses después por orden de la Audiencia de Lima con 68 españoles (no se cuentan mujeres, niños ni yanaconas), solo para ser destruida nuevamente por las huestes de Lautaro.